# ハンス・カロッサ
ハンス・カロッサ（Hans Carossa,1878年12月15日 - 1956年9月12日）は、ドイツの開業医・小説家・詩人。謙虚でカトリック的な作風であった。

## 経歴
バイエルン王国（現在のドイツ・バイエルン州）バート・テルツ (Bad Tölz) に生まれた。父も祖父も医師であった。父方の祖はイタリア人で、本来の苗字はカロッツァであった。1886年、一家が転居したピルスティング (Pilsting) の小学校に入り、1888年、ランツフートのギムナジウムへ進み、15歳の頃からヨハン・ヴォルフガング・フォン・ゲーテを読んだ。詩作も試みた。
1897年、19歳でミュンヘンに出て、ミュンヘン大学、ヴュルツブルク大学、ライプツィヒ大学で医学を修め、かたわら、詩人や作家と交友し、詩を新聞雑誌に載せた。1903年、医師となり、パッサウで父の代診を始めた。この頃結婚した。1905年、医学博士の学位を取得した。詩人リヒャルト・デーメル (Richard Dehmel) やフーゴ・フォン・ホーフマンスタールに近づき、1910年に『詩集』を、1913年に『ドクトル・ビュルゲルの最後』を出版した。
1910年、36歳でニュルンベルクへ移るが、1914年の第一次世界大戦勃発直後、ミュンヘンへ移住した。ここでシュテファン・ゲオルゲ、ライナー・マリア・リルケを知った。志願して軍医となり各地に転戦し、陣中で『幼年時代』や『ルーマニア日記』の草稿を綴ったが、負傷して帰還した。
その後、ドナウ川畔のゼーシュテッテン（Seestätten) へ移り、自らの経験にもとづく数篇の小説を書いた。また頻繁にイタリアへ旅行した。1931年、チューリッヒでゴットフリート・ケラー賞を、1938年にフランクフルト・アム・マインのゲーテ賞を受賞した。
ヒトラーの時代、派手なナチス批判はせず、要人と会うこともしたが、末期にパッサウの防衛放棄を訴えて睨まれ、侵攻してきたアメリカ軍に危うく救われる、という一幕もあった。
1948年、70歳でケルン大学・ミュンヘン大学から名誉哲学博士号を受けた。パッサウの名誉市民にも推された。
1956年、パッサウ近郊のノイキルヒェン・バイム・ハイリゲン・ブルート（Neukirchen beim Heiligen Blut, 別名リットシュタイク／Rittsteig）に没した。

## おもな著作

### 小説
- 『ドクトル・ビュルガーの最後』(Doktor Bürgers Ende) 1913年 - 1930年の再版時の標題は『ドクトル・ビュルガーの運命』(Die Schicksale Doktor Bürgers)
- 『幼年時代』(Eine Kindheit) 1922年 - 自伝的作品、誕生から小学生まで。
- 『ルーマニア日記』(Rumänisches Tagebuch) 1924年 - 第一次世界大戦の従軍日記。1934年『陣中日記』（Tagebuch im Kriege）と改題。
- 『青春変転』(Verwandlungen einer Jugend) 1928年 - 自伝的作品、ギムナジウム時代。
- 『医師ギオン』(Der Arzt Gion) 1931年 - 自伝的作品、第一次大戦後のミュンヘンの生活。
- 『指導と信従』(Führung und Geleit) 1933年 - 自伝的作品、文学的交遊。
- 『成年の秘密』(Geheimnisse des reifen Lebens) 1936年 - 人生への畏敬。
- 『美しき惑いの年』(Das Jahr der schönen Täuschungen) 1941年 - 自伝的作品、ミュンヘン大学の医学生時代の初期。
- 『イタリア紀行』(Aufzeichnungen aus Italien) 1947年
- 『狂った世界』(Ungleiche Welten) 1951年 - 自伝的作品、ナチスの時代。
- 『若き医者の日』(Tagebuch eines jungen Arztes) 1955年 - 自伝的作品、開業初期。

### 詩
- 『全詩集』(Gesammelte Gedichte) 1910年
- 『新詩集』(Stern über der Lichtung: Neue Gedichte) 1946年

### その他
- 『現代におけるゲーテの影響』(Wirkungen Goethes in der Gegenwart) 1938年 - ゲーテ賞受賞記念講演。

## 翻訳

### 全集
日本語訳の全集は4度刊行。建設社（1935年 - 1936年）、三笠書房（1941年 - 1942年）
　養徳社（1949年 - 1950年）、臨川書店（1995年 - 1998年）
- 建設社 カロッサ全集
  - 第1 ドクトル・ビュルゲルの運命（高橋健二訳）のち新潮文庫
  - 第3 幼年時代（石中象治訳）
  - 第4 少年時代の変転（石中象治訳）
  - 第5 ルーマニア日記（高橋健二訳）のち岩波文庫
  - 第6 指導と信従 生の追憶の書（芳賀檀訳）のち角川文庫
- 三笠書房
  - 第1巻 ドクトル・ビュルゲルの運命、ルーマニア日記（高橋健二訳）
  - 第2巻 幼年時代 現代に於けるゲーテの影響、ゲーテ賞を受けて（石川錬次訳）のち角川文庫
  - 第3巻 青春変転（石川錬次訳）
  - 第4巻 医師ギオン（石川錬次訳）のち角川文庫
  - 第5巻 指導と信従（高橋義孝訳）のち新潮文庫
  - 第6巻 成年の秘密（高橋義孝訳）
  - 第7巻 詩集（片山敏彦訳）
  - 別巻 カロッサ研究
- 養徳社 カロッサ全集
  - 第1 詩集（片山敏彦訳）
  - 第2 ドクトル・ビュルゲルの運命（手塚富雄訳）のち岩波文庫
  - 第3 幼年時代（斎藤栄治訳）のち岩波文庫
  - 第4 ルーマニア日記（高橋健二訳）
  - 第5 青春変転（国松孝二訳）のち角川文庫
  - 第6 医師ギオン（石川錬次訳）
  - 第7 指導と信従（高橋義孝訳）
  - 第8 成年の秘密（高橋義孝訳）
  - 第9 美しき惑いの年（手塚富雄訳）のち岩波文庫
  - 第10 イタリア紀行（若林光夫訳）
  - 第11 狂った世界（若林光夫訳）
  - 第12 一九四七年晩夏の一日（杉山産七訳）
  - 第13 若い医者の日（高橋健二訳）
  - 第14 老手品師（片山敏彦訳）
  - 別巻 現代におけるゲーテの影響（石中象治訳）
- カロッサ作品集 創元社
  - 第1巻 詩集（片山敏彦訳）、ドクトル・ビュルゲルの運命（山室静訳）1953年
  - 第2巻 幼年時代（原田義人訳）、若き日の変転（斎藤栄治訳、のち岩波文庫）1954年
- 臨川書店
  - 第1巻 『全詩集』、田口義弘・金子英雄訳、ISBN 9784653031215
  - 第2巻 『幼年時代』、田口義弘訳、ISBN 9784653031222
  - 第3巻 『ドクトル・ビュルガ－の運命』、『逃走』、『青春の変転』田口義弘・金子英雄訳、ISBN 9784653031239
  - 第4巻 『美しい惑いの年』、『ミュンヒェンへの移住』、『学位授与』、相良憲一・浜中春訳、ISBN 9784653031246
  - 第5巻 『指導と信従』、『若い医師のあの日』、玉置保巳・薗田宗人訳、ISBN 9784653031253
  - 第6巻 『医師ギオン』小松原千里訳、『熟年の秘密』小島衛訳、ISBN 9784653031260
  - 第7巻 『ルーマニア日記』、『イタリアの日記』、金子孝吉・松村朋彦訳、ISBN 9784653031277
  - 第8巻 『狂った世界』、『1947年晩夏の一日』、『現代におけるゲーテの影響』、『小品集』、飛鷹節・芦津丈夫・碓井信二訳、ISBN 9784653031284
  - 第9巻 『日記』、金子孝吉訳、ISBN 9784653031291
  - 第10巻 『書簡』年譜、碓井信二訳、ISBN 9784653031307

### 単行本
- 従軍日記（片山敏彦、竹山道雄共訳）山本書店、1936年
- 成年の秘密（高橋義孝訳）冨山房百科文庫、1939年、のち新潮文庫
- カロッサ詩集（片山敏彦訳）創元文庫、1952年、のち角川文庫、みすず書房
- 幼年時代（芳賀檀訳）新潮文庫、1953年
- ドクトル・ビュルゲルの運命（石丸静雄訳）角川文庫、1953年
- 青春時代（芳賀檀訳）新潮文庫、1954年
- 現代世界文学全集 第25 医師ギオン（国松孝二、池田猛雄訳）三笠書房、1955年
- ルーマニヤ日記（高橋義孝訳）新潮文庫、1956年
- 世界文学大系 第55 ドクトル・ビュルゲルの運命（大畑末吉訳）、ルーマニア日記（登張正実訳）、美しき惑いの年（手塚富雄訳）筑摩書房、1958年
- 世界青春文学名作選 第11 医師ビュルガーの運命（芳賀檀訳）学習研究社、1964年
- 同 第18 美しき惑いの年（片岡啓治訳）
- カロッサ詩集（藤原定訳）弥生書房、1965年
- 世界文学全集 20世紀の文学 第20 おさないころ（手塚富雄訳）集英社、1966年
- ルーマニア日記（植田敏郎訳）旺文社文庫、1976年
- キリスト教文学の世界 7 青春変転（西義之訳）主婦の友社、1977年
- 世界文学全集 25 ビュルガー先生の運命（中山誠訳）、ルーマニア日記（福田宏年訳）学習研究社、1979年
- 双書・20世紀の詩人22 カロッサ詩集（田口義弘編訳）小沢書店、1999年 ISBN 4755140226